# Parafia św. Mateusza Apostoła w Biesiadkach
Parafia św. Mateusza Apostoła w Biesiadkach – parafia rzymskokatolicka, znajdująca się w diecezji tarnowskiej, w dekanacie Czchów.

## Obszar parafii
Parafia obejmuje miejscowości: Biesiadki, Żerków.